# Run with U (skladba, Mamagama)
»Run with U« je pesem azerbajdžanske skupine Mamagama, s katero bodo zastopali Azerbajdžan na Pesmi Evrovizije 2025. Pesem so napisali Hasan Hayadar, Roman Zee in Sefael Mishiyev.

## Pesem Evrovizije
Azerbajdžanska radiotelevizija (İTV) je 4. avgusta 2024 objavila, da bosta izvajalec in pesem, ki bosta zastopala Azerbajdžan na Pesmi Evrovizije 2025, izbrana interno. Pisci pesmi so lahko katere koli narodnosti. Dne 4. februarja 2025 je İTV objavila, da so interno izbrali skupino Mamagama. Izbor Mamagame za azerbajdžanskega predstavnika je temeljil na odločitvi žirije, sestavljene iz domačih in mednarodnih strokovnjakov iz glasbene industrije. Njihova tekmovala pesem »Run With U«  je bila objavljena 19. februarja 2025.
Tekmovanje za Pesem Evrovizije 2025 bo potekalo v St. Jakobshalle v Baslu v Švici in bo sestavljeno iz dveh polfinalov, ki bosta potekala 13. in 16. maja, ter finala 17. maja 2025. Med žrebanjem, 28. januarja 2025, je bil Azerbajdžan izžreban, da bo nastopil v drugi polovici prvega polfinala.